# Regina Benjamin

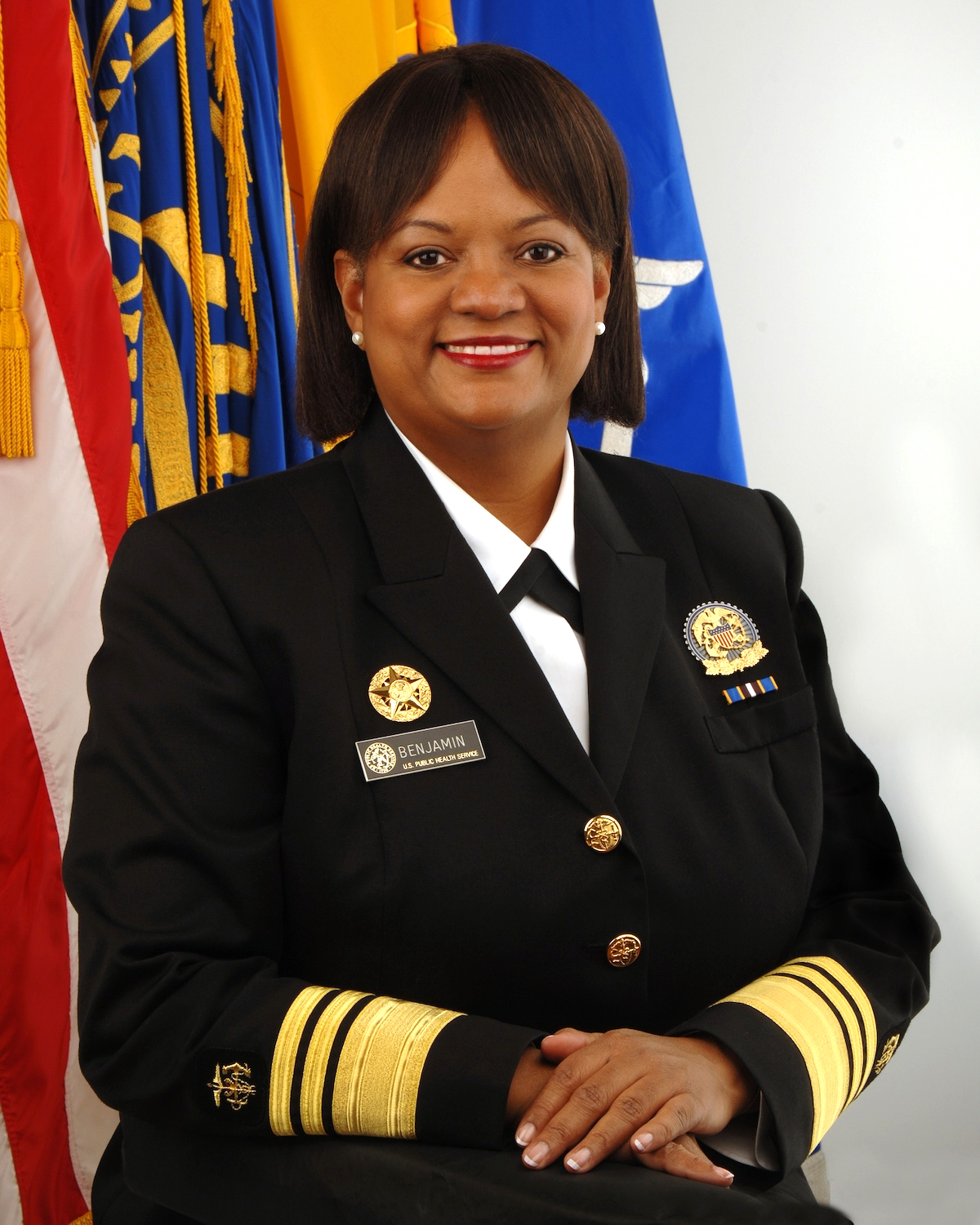
Regina Benjamin in ihrer Position als Surgeon General of the United States

Regina Marcia Benjamin (* 26. Oktober 1956 in Mobile, Alabama) ist eine US-amerikanische Medizinerin. Sie wurde am 13. Juli 2009 von Präsident Barack Obama zur Leiterin des öffentlichen Gesundheitsdienstes („Surgeon General of the United States“) der Vereinigten Staaten ernannt und übte das Amt bis zum 16. Juli 2014 aus.

## Leben
Regina Benjamin studierte Medizin an der Xavier University of Louisiana in New Orleans und der Morehouse School of Medicine in Atlanta. An der University of Alabama at Birmingham wurde sie promoviert und absolvierte ihre Facharztausbildung am Medical Center of Central Georgia. Neben ihrer Tätigkeit als selbständige Ärztin in Bayou La Batre absolvierte sie einen MBA an der Tulane University und gründete eine Klinik in Bayou La Batre, die weitgehend kostenlose Behandlungen für Bewohner unter der Armutsgrenze anbietet.
Sie war außerordentliche Dekanin für ländliche Medizin an der University of South Alabama. Im Jahr 1995 wurde sie als erstes Mitglied unter 40 Jahren und erste afro-amerikanische Frau in das Kuratorium der American Medical Association (AMA), der größten Standesvertretung der Ärzte in den USA, gewählt. Neben vielen Ehrentätigkeiten engagiert sie sich für das Gesundheitswesen der USA, das American Board of Family Medicine und ist Mitglied der American Academy of Family Physicians.
Präsident Barack Obama hat Regina Benjamin am 13. Juli 2009 zur Leiterin des öffentlichen Gesundheitsdienstes („18th Surgeon General of the United States“) der USA berufen. Sie leitete den United States Public Health Service, eine Behörde im Gesundheitsministerium der Vereinigten Staaten. Der „Surgeon General“ ist eine Person, die zu allen Angelegenheiten des öffentlichen Gesundheitsdienstes gegenüber der Regierung der Vereinigten Staaten Stellung nimmt. Die Bestätigung ihrer Ernennung durch den US-Senat erfolgte am 29. Oktober 2009.
Ihre Hauptaufgabe sollte die Reform des US-amerikanischen Gesundheitswesens sein. Am 16. Juli 2014 endete ihre Amtszeit, kommissarischer Nachfolger wurde Rear Admiral Boris Lushniak.

## Ehrungen und Auszeichnungen
- 1998 Nelson Mandela Award for Health and Human Rights
- 2006 wurde die Katholikin für ihr Engagement durch Papst Benedikt XVI. mit dem Ehrenorden „Pro Ecclesia et Pontifice“ ausgezeichnet.
- 2008 America’s Best Leaders (U.S. News & World Report)
- 2008 „genius award“ der John D. und Catherine T. MacArthur Foundation